# Джон Фостер (художник)
Джон Фостер (англ. Jon Foster) — американський незалежний ілюстратор, пенсилер і скульптор.

## Життєпис
Фостер найбільше відомий своїми обкладинками коміксів (DC Comics, Dark Horse Comics) та іншими творами, які представлені в рольових іграх, таких як Dungeons & Dragons і Alternity.
Джон Фостер вивчав ілюстрацію в школі дизайну Род-Айленда і закінчив її в 1989 році. Його картини написані олією на полотні й, як відомо, мають темну або приглушену колірну палітру. Як правило, вони містять такі теми, як добро проти зла, гнів і пригоди. Перед завершенням проєкту Фостер сканує свої картини в комп'ютер, щоб додати цифрові ефекти.
На початку своєї кар'єри Джон співпрацював з такими художниками, як Рік Беррі та Дейв Дорман (відомий художник Зоряних воєн).
Фостер проілюстрував картки для колекційної карткової гри magic: The Gathering.
Деякі з його досягнень включають численні нагороди від престижних видань Spectrum про наукову фантастику та фентезі.
Джон живе в Провіденсі, штат Род-Айленд.

## Праці

### Книги
- Прогресії (лютий 2003 р.)
- Революція: мистецтво Джона Фостера (листопад 2006)

### Обкладинки книг
- Зоряні війни: Новий Орден джедаїв: Єретик Сили Трилогія Шона Вільямса і Шейна Дікса (Del Rey Books, 2003)
- Непрошені (травень 2004)
- Зміїний агент Ліз Вільямс (Night Shade Books, вересень 2005)
- Серія «Спинний дракон», Тімоті Зана (Starscape Books, 2005)
- Демон і місто Ліз Вільямс (Night Shade Books, серпень 2006)
- Темні жнива, Норман Партрідж (Cemetery Dance, 2006)
- Народжений у тумані: Остання імперія, Народжений у тумані: Колодязь Вознесіння та Народжений у тумані: Герой віків Брендона Сандерсона
- Хроніки майстра Лі та вола номер десять, Баррі Г'югарта (Subterranean Press, 2008)[3]
- Ящірки-крилатки Джо Р. Ленсдейла (Subterranean Press, 2015)

### Комікси
- Чужі проти Хижака проти Термінатора
- Бетмен: кільце, стріла і кажан
- Мисливець
- Фабрика кошмарів — Том 2
- Особина
- Зоряні війни
- Баффі винищувачка вампірів

### Інші твори
- Spectrum 6 (грудень 1999)
- Spectrum 8 (листопад 2001)
- Spectrum 9 (грудень 2002)
- Спектр 10 (жовтень 2003)
- Спектр 11 (листопад 2004)